# Autoinmolación de Aaron Bushnell
El 25 de febrero de 2024, Aaron Bushnell, un militar de 25 años de la Fuerza Aérea de los Estados Unidos, realizó un acto de autoinmolación frente a la puerta principal de la embajada de Israel en Washington D. C. Durante el incidente, Bushnell dijo que protestaba «por lo que la gente ha estado experimentando en Palestina a manos de sus colonizadores» y declaró que «ya no sería cómplice del genocidio» antes de empaparse con gasolina y prenderse fuego. Mientras ardía, gritaba repetidamente «¡Palestina libre!» mientras los servicios de emergencia locales llegaban al lugar.
El acto fue transmitido en directo por Twitch. El Departamento de la Policía Metropolitana de DC acudió al lugar para ayudar al Servicio Secreto de los Estados Unidos después de que Bushnell se prendiera fuego y fue transportado a un hospital local en estado crítico. La policía de Washington D. C. confirmó su muerte al día siguiente. Esta ha sido la segunda autoinmolación en protesta por la guerra en una sede diplomática israelí en los Estados Unidos —otro manifestante se prendió fuego en el consulado de Atlanta en diciembre—.

## Antecedentes
Bushnell empezó su carrera en la Fuerza Aérea de los Estados Unidos (USAF) en mayo de 2020, tras haber realizado una Capacitación Básica y Técnica. Se formó como Técnico de Sistemas de Clientes y en ciberseguridad. Posteriormente, trabajó como ingeniero de DevOps de la USAF en San Antonio, Texas, y estaba cursando una licenciatura en ingeniería de software en la Universidad Southern New Hampshire.  Uno de sus amigos lo describió como «el chico más amable, más gentil y más bobo», una persona que luchaba constantemente por «la libertad para todos, con una sonrisa en el rostro».

## Los hechos
Bushnell envió un mensaje a los medios de comunicación antes de su planeada autoinmolación en el que escribió: «Hoy planeo participar en un acto extremo de protesta contra el genocidio del pueblo palestino».
El 25 de febrero de 2024, aproximadamente a las 12:58 p. m. hora local, Bushnell acudió a la embajada de Israel en Washington D. C., con la intención de inmolarse como acto de protesta contra la guerra entre Israel y Gaza. Además, creó una cuenta de Twitch bajo el nombre de «LillyAnarKitty» con una bandera palestina como banner de perfil con la leyenda «Palestina libre». Mientras transmitía en directo y caminaba hacia la embajada de Israel,dijo: «Soy un miembro en servicio activo de la Fuerza Aérea de los Estados Unidos y ya no seré cómplice del genocidio. Estoy a punto de participar en un acto extremo de protesta, pero en comparación con lo que la gente ha estado experimentando en Palestina en manos de sus colonizadores, no es nada extremo. Esto es lo que nuestra clase dominante ha decidido que sea normal».

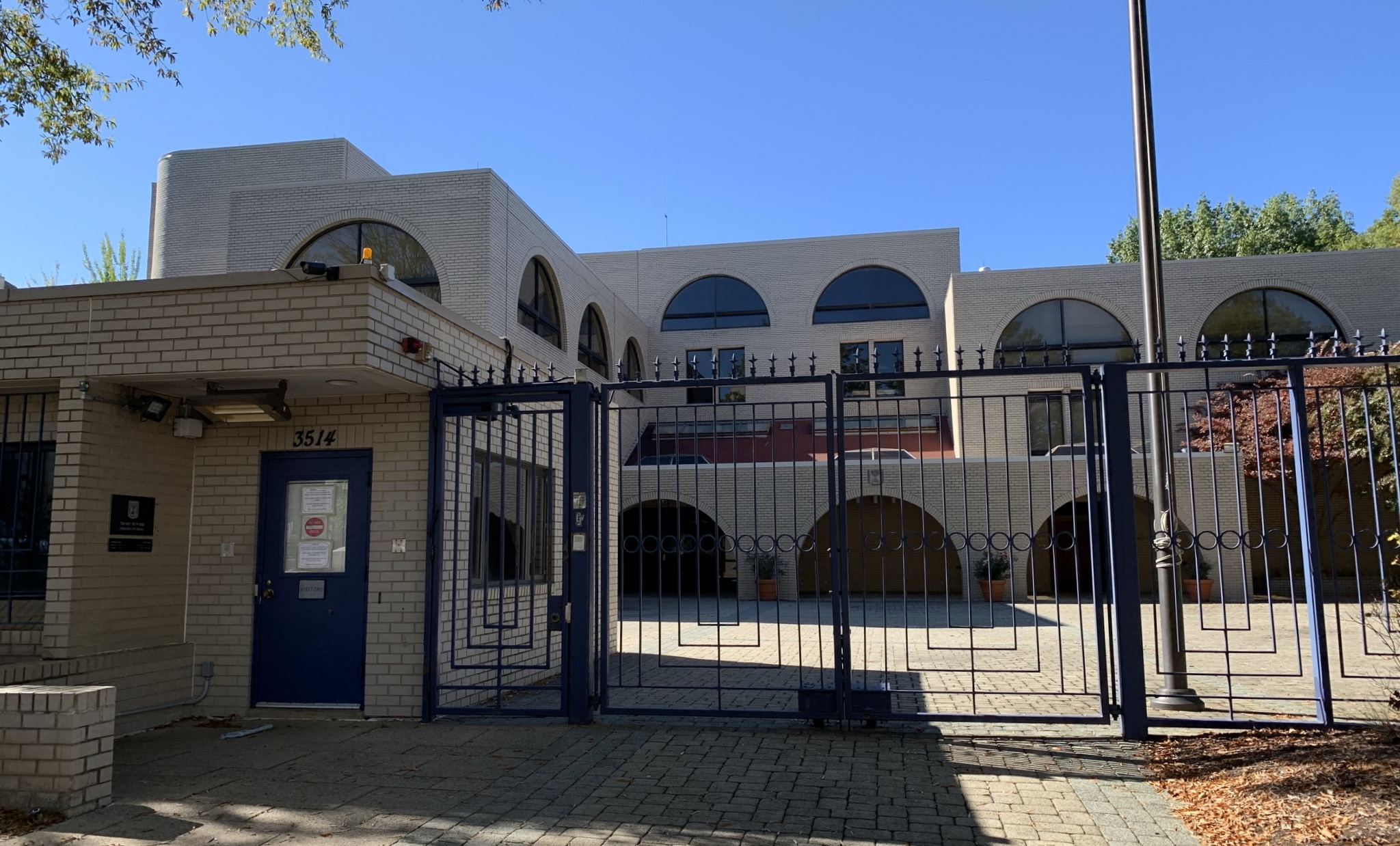
Puerta principal de la Embajada de Israel, donde Bushnell autoinmoló prendiéndose fuego.

Afuera de la entrada de la embajada, dejó su cámara y se colocó frente a las puertas. Se echó gasolina encima y exclamó «¡Palestina libre!». Un oficial de seguridad se acercó a Bushnell y le preguntó si necesitaba ayuda, pero fue desdeñado.
Después de prenderse fuego, gritó repetidamente «¡Palestina libre!» mientras ardía, hasta que cayó al suelo. El oficial de seguridad pidió ayuda por radio. Un oficial de policía se acercó al lugar, apuntó con un arma a Bushnell fuera de cámara y le ordenó «tirarse al suelo» varias veces, mientras otro oficial gritaba «No necesito armas, necesito extintores». Varios agentes acudieron al lugar y utilizaron extintores para extinguir el fuego. Fue transportado por DC Fire y EMS a un hospital local donde murió a causa de sus heridas, a los 25 años de edad.

## Investigación
El Servicio Secreto, el Departamento de la Policía Metropolitana y la Oficina de Alcohol, Tabaco, Armas de Fuego y Explosivos anunciaron que investigarían el incidente. La Policía Metropolitana se negó a confirmar la autenticidad de la transmisión en directo y la Fuerza Aérea de Estados Unidos cursó políticas de notificación a su familia, al tiempo que se negaban a hablar sobre la situación. También enviaron una unidad de desactivación de bombas para investigar un vehículo sospechoso que podría haber estado relacionado con Bushnell. Posteriormente, la zona fue declarada segura después de que no encontraran nada peligroso.
Un informe público del incidente entregado a los periodistas por el Departamento de Policía Metropolitana describió que Bushnell mostraba signos de angustia mental antes de que el Servicio Secreto pudiera localizarlo. El Servicio Secreto también recibió una llamada sobre un individuo que presentaba signos de angustia mental.

## Secuelas

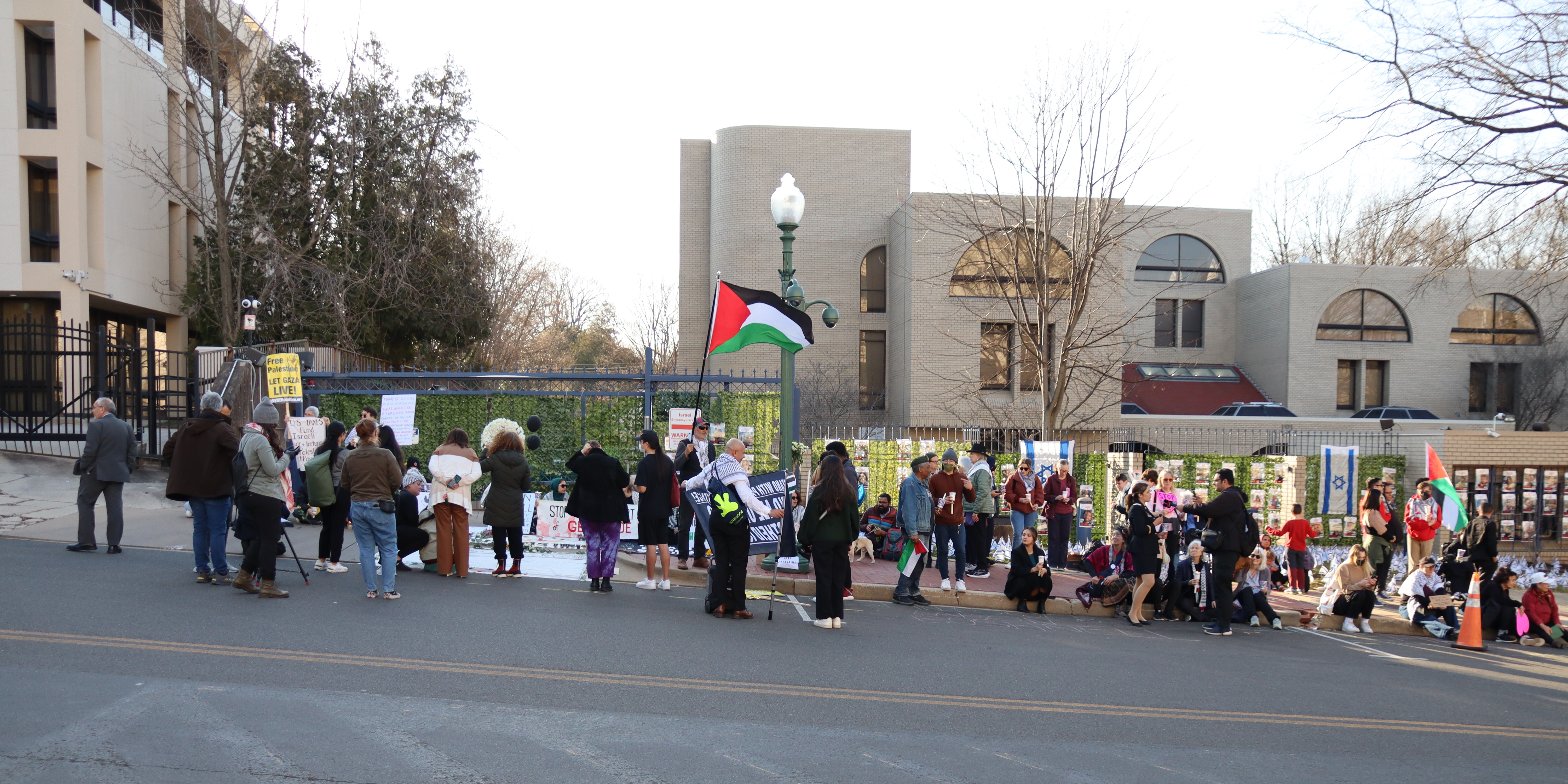
Vigilia realizada el 26 de febrero de 2024 frente a la Embajada de Israel, en Washington D. C., en honor al aviador Aaron Bushnell.

Twitch eliminó la transmisión en directo de Bushnell —una versión censurada de la transmisión fue subida a Twitter por un periodista— debido a violaciones en sus condiciones de servicio. Un portavoz de la embajada israelí emitió un comunicado diciendo que ningún miembro del personal resultó herido en el incidente. Tras su autoinmolación, sus acciones fueron elogiadas por activistas como Aya Hijazi, Dyab Abou Jahjah, así como por la candidata del Partido Verde de Estados Unidos Jill Stein, y el candidato independiente Cornel West, quienes le rindieron homenaje tras su muerte. Mientras que algunos vieron su acto como un sacrificio heroico, otros consideraron que había recurrido a medidas extremas al suicidarse, lo que generó preocupaciones sobre posibles «actos de imitación» y advirtieron que la autoinmolación no debería ser elogiada como una forma de protesta política.

## Cobertura mediática
La cobertura de la autoinmolación de Bushnell por los medios masivos tradicionales atrajo críticas por intentar «desacreditar» y «desleír» el móvil de Bushnell para protestar contra el genocidio palestino. En una columna de Al Jazeera, Belén Fernández criticó al diario The New York Times, que omitió mencionar el móvil de la autoinmolación en el titular de su nota, así como a la revista Time, que insinuó que Bushnell podría padecer de sus facultades mentales sin ofrecer detalles sobre la realidad política «mentalmente perturbadora», es decir, el apoyo estadounidense a Israel en el conflicto de Gaza. The Hill puntualizó que el Times trataba a Bushnell asimétricamente comparado con su cobertura de Irina Slavina, una periodista rusa que murió por autoinmolación en protesta al régimen ruso en 2020. El artículo del Times sobre Slavina incluía la frase «culpando al gobierno» en el titular.